# 蝋山芳郎
蝋山 芳郎（ろうやま よしろう、1907年11月15日 - 1999年9月30日）は、日本の国際問題評論家。
筆名は高山五郎。蠟山政道、山田勝次郎、小山長四郎の弟。息子は高岡短期大学学長などを務めた蝋山昌一。

## 来歴
群馬県高崎市出身。旧制群馬県立高崎中学校卒業、旧制第一高等学校理科乙類中退。1936年同盟通信社入社、特派員としてインド、ビルマに滞在。戦後、共同通信社東亜部長、60年独立。アジア-アフリカ問題、ガンジーなどを研究。墓所は小平霊園。

## 著書
- 印度独立運動の実相 帰朝報告 大日本翼賛壮年団本部, 1943. 翼賛壮年叢書
- 自由の発見 アジアを生むもの 高山五郎 近代思想社, 1948.
- マハトマ・ガンジー 1950. 岩波新書
- インド 国民図書刊行会, 1952. 世界の国国
- 世界の動き 岩波書店, 1953. 村の図書室
- インド・パキスタン現代史 1967. 岩波新書
- アジア・アフリカ・ラテンアメリカ概論 叢書現代のアジア・アフリカ 三省堂, 1971.

## 共著編
- スターリン 毛沢東 ネール 猪木正道 竹内好共著 要選書, 1951.
- 岩波小辞典国際問題 編. 岩波書店 1956.
- 十七億のめざめ 世界をゆるがすバンドン精神 坂本徳松共編著. 平凡社, 1957. へいぼんぶっくす
- 現代世界人名辞典 内山敏共編. 合同出版社 1958. 合同新書
- 新植民地主義 岡倉古志郎共編著. 岩波書店, 1964.
- 最新世界現勢 編. 平凡社, 1979.1.

## 翻訳
- 物質創造史 エドウヰン・スロツソン 須沢官一郎共訳 世界大思想全集. 第87巻. 春秋社, 1934.
- 現代物質創造史 エドウヰン・スロッソン 須沢官一郎共訳 世界大思想全集. 第106巻.  松柏館書店, 1935.
- アジアの目覚め サンタ・ラマ・ラウ 1953. 岩波新書
- インドの発見 J.ネルー 辻直四郎,飯塚浩二共訳. 岩波書店, 1956.
- ガンジー自伝 世界ジュニアノンフィクション全集 講談社, 1962.
- ガンジー 自叙伝 ネルー 自叙伝 世界の名著. 第63 中央公論社, 1967.
- 社会論 2-人類の未来に向かって ナショナリズム タゴール著作集 第8巻 (人生論.社会論集) 第三文明社, 1981.7.
- ガンジー自伝 1983.6. 中公文庫

## 参考
- 日本人名大事典